# Короськово (Орловская область)
Короськово — село в Кромском районе Орловской области России. 
Административный центр Короськовского сельского поселения в рамках организации местного самоуправления и центр Короськовского сельсовета в рамках административно-территориального устройства.

## География
Расположено на реке Ока, в 20 км к юго-востоку от райцентра, посёлка городского типа Кромы, в 47 км к югу от центра города Орёл.

## Население
| 2002 | 2010 |
| ---- | ---- |
| 226  | ↘212 |

Согласно результатам переписи 2002 года, в национальной структуре населения русские составляли 98 % от жителей.